# اف‌وی-۱۰۰
اف‌وی-۱۰۰ (به انگلیسی: FV-100) یک ترکیب شیمیایی با شناسه پاب‌کم ۴۹۳۴۸۵ است.